# Verbascum congestum
Verbascum congestum är en flenörtsväxtart som beskrevs av Rupert Huter. Verbascum congestum ingår i släktet kungsljus, och familjen flenörtsväxter. Inga underarter finns listade i Catalogue of Life.